# (14214) Hirsch
(14214) Hirsch est un astéroïde de la ceinture principale.

## Description
(14214) Hirsch est un astéroïde de la ceinture principale. Il fut découvert le 7 septembre 1999 à Socorro (Nouveau-Mexique) par le projet LINEAR. Il présente une orbite caractérisée par un demi-grand axe de 2,51 UA, une excentricité de 0,20 et une inclinaison de 3,2° par rapport à l'écliptique.

## Compléments